# او-۲۵۵
زیردریایی یو-۲۵۵ (به انگلیسی: German submarine U-255) یک زیردریایی بود که طول آن ۶۷٫۱ متر (۲۲۰ فوت ۲ اینچ) بود.